# 2607 Јакутија
2607 Јакутија (енгл. 2607 Yakutia) је астероид главног астероидног појаса са средњом удаљеношћу од Сунца која износи 2,375 астрономских јединица (АЈ).
Апсолутна магнитуда астероида је 13,4.